# Lộc Phương Thủy
Giáo sư Tiến sĩ Lộc Phương Thủy (sinh năm 1949 tại Yên Bái), bút danh Phương Lộc, là nghiên cứu viên cao cấp chuyên ngành văn học Pháp thế kỷ 20, nguyên Trưởng ban Văn học thế giới (nay là Phòng Văn học nước ngoài) của Viện Văn học thuộc Viện Hàn lâm Khoa học xã hội Việt Nam.

## Tiểu sử
Lộc Phương Thủy là người dân tộc Tày, một trong những dân tộc thiểu số thuộc đại gia đình các dân tộc Việt Nam. Bà sinh ngày 3 tháng 1 năm 1949 tại Yên Bái (quê quán Hưng Đạo, Thành phố Cao Bằng, Cao Bằng). Tốt nghiệp Khoa Ngữ văn trường Đại học Sư phạm Việt Bắc-Thái Nguyên năm 1970, đạt học vị tiến sĩ năm 1981, học hàm phó giáo sư năm 1996 và học hàm giáo sư năm 2006, bà trở thành một trong số hiếm hoi các nữ giáo sư Việt Nam là người dân tộc thiểu số, và là một trong hai nữ giáo sư thuộc Viện Hàn lâm Khoa học xã hội Việt Nam vào thời điểm bà được phong học hàm giáo sư.

## Quá trình công tác
Từ năm 1970 đến năm 1977, sau khi tốt nghiệp đại học, Lộc Phương Thủy khởi đầu sự nghiệp là giảng viên Khoa Ngữ văn trường Đại học Sư phạm Việt Bắc, Thái Nguyên (nay là Trường Đại học Sư phạm thuộc Đại học Thái Nguyên).
Từ năm 1977 đến năm 1981 bà làm nghiên cứu sinh tại Khoa ngữ văn trường Đại học Tổng hợp Leningrat (Liên Xô cũ) và đạt học vị phó tiến sĩ (nay là tiến sĩ) với đề tài luận án văn học Công xã Paris trong kịch Pháp.
Từ năm 1982 cho tới khi nghỉ hưu theo chế độ năm 2009, Lộc Phương Thủy là cán bộ nghiên cứu của Ban Văn học thế giới (nay là Phòng Văn học nước ngoài) thuộc Viện Văn học. Bà đạt ngạch nghiên cứu viên chính năm 1994 và trở thành nghiên cứu viên cao cấp từ năm 2003 với chuyên môn chính là nghiên cứu văn học Pháp thế kỷ 20.
Ngoài công tác tại Viện Văn học, Giáo sư Lộc Phương Thủy còn tham gia giảng dạy đại học, cao học và nghiên cứu sinh tại nhiều cơ sở đào tạo như Viện Văn học, Học viện Khoa học xã hội,, trường Đại học Sư phạm Hà Nội, Đại học Khoa học Xã hội và Nhân văn thuộc Đại học Quốc gia Hà Nội, Đại học Sư phạm thuộc Đại học Thái nguyên v.v.

## Chức danh
Giáo sư Lộc Phương Thủy đã đảm nhiệm các chức danh Phó trưởng phòng Văn học thế giới (1986-2001), Trưởng phòng Văn học thế giới (từ 2001 đến khi về hưu năm 2009), Ủy viên Hội đồng Khoa học Viện Văn học (từ 1988), Thư ký Hội đồng Khoa học Viện Văn học (từ 1996), Trưởng ban thư ký biên soạn bộ Lịch sử văn học Việt Nam 10 thế kỷ thuộc công trình cấp nhà nước của Viện Văn học, Chủ tịch công đoàn Viện Văn học các khóa 1987-1989 và 1996-2000 và nhiều năm là Ủy viên thường vụ Ban chấp hành Công đoàn Trung tâm Khoa học Xã hội và Nhân văn Quốc gia (nay là Viện Hàn lâm Khoa học xã hội Việt Nam).
Từ năm 2009 đến nay bà là Ủy viên Thư ký Hội đồng chức danh Giáo sư ngành Văn học.

## Thông tin thêm về đời tư
Giáo sư Tiến sĩ Lộc Phương Thủy là vợ của Giáo sư Tiến sĩ tâm lý học quân sự Nguyễn Ngọc Phú, đại tá, cán bộ giảng dạy tại Học viện Chính trị Quân sự cho đến khi nghỉ hưu năm 2009; Phó chủ tịch kiêm Tổng thư ký Hội Khoa học Tâm lý-Giáo dục Việt Nam nhiệm kỳ từ 2011 đến nay.
Con gái của ông bà, Phó giáo sư Tiến sĩ Nguyễn Phương Ngọc (sinh năm 1972), bảo vệ luận án tiến sĩ xã hội học tại Pháp năm 2004 với đề tài Tìm về cội nguồn của nhân học ở Việt Nam. Hiện nay chị sinh sống cùng gia đình ở Pháp, giảng dạy và nghiên cứu tại trường Đại học Tổng hợp Aix-Marseille.

## Tác phẩm

### Sách in riêng
- Từ một góc nhìn về giao lưu văn học Việt-Pháp (1999)
- André Gide-Đời văn và tác phẩm (2002).

### In chung
- Victo Huygô ở Việt Nam (1985)
- Lịch sử văn học Pháp - Thế kỷ XIX (1990)
- Lịch sử văn học Pháp - Thế kỷ XX (1992)
- Thạch Lam, văn chương và cái đẹp (1994)
- Phê bình văn học Pháp thế kỷ XX (chủ biên,1995)
- Hải Triều - Nhà lý luận tiên phong (1996, 2004)
- Những vấn đề lý luận và lịch sử văn học (2001)
- Nhìn lại văn học Việt Nam thế kỷ XX (2002)
- Bản sắc hiện đại trong các tác phẩm Vũ Trọng Phụng (2003)
- Lý luận và phê bình văn học - Đổi mới và phát triển (2005)
- Quan niệm văn chương Pháp thế kỷ XX (chủ biên, 2005)
- Lý luận - phê bình văn học thế giới thế kỷ XX, 2 tập (chủ biên, 2007)
- Văn học hậu hiện đại - Diễn giải và tiếp nhận (2013)
- Tiếp nhận văn học nghệ thuật (2013)
- Xã hội học văn học (Đồng tác giả, 2014)
- Tiếp nhận tư tưởng văn nghệ nước ngoài - Kinh nghiệm Việt Nam thời hiện đại (Đồng chủ biên, 2015)

### Công trình khác
Giáo sư Lộc Phương Thủy đã đăng nhiều công trình nghiên cứu văn học hiện đại Pháp, nghiên cứu ảnh hưởng của văn học Pháp tới Việt Nam những thập niên đầu thế kỷ 20, nghiên cứu giao lưu văn học Việt-Pháp trên các tạp chí chuyên ngành như Tạp chí Nghiên cứu Văn học của Viện Văn học, Tạp chí Văn học Nước ngoài của Hội Nhà văn Việt Nam, Tạp chí Lý luận phê bình văn học, nghệ thuật của Hội đồng Lý luận, phê bình văn học, nghệ thuật Trung ương; tham gia viết giáo trình văn học Pháp phục vụ giảng dạy đại học, cao học; các chuyên đề đào tạo nghiên cứu sinh.